# Can Valls (Gelida)
Can Valls és una obra eclèctica de Gelida (Alt Penedès) protegida com a Bé Cultural d'Interès Local.

## Descripció
Gran casa quadrangular, de coberta plana de terrat, de planta amb voltes i dos pisos. La planta principal, presenta una tribuna afegida en època modernista, de cinc cares i escalinates a la part posterior. L'interior ofereix grans espais il·luminats. Amb la darrera República, la casa es convertí en escola nacional i aleshores s'alterà tota l'antiga distribució interior. Cal destacar les restes del gran jardí que l'envolta, el garatge —avui transformat en habitatge del masover– i la cova d'invenció fantàstica, avui aparedada.

## Història
Durant molts anys, aquest casa va ser la casa d'estiueig de la família Valls. El 1932, l'ajuntament republicà de l'època va llogar l'edifici per convertir-lo en escola tot i que no va funcionar com a escola nacional fins als anys 1940. Aquest ús escolar es va mantenir fins a l'any 1976, quan es va inaugurar l'Escola Montcau. Poc després fou salvada de l'enderrocament per a fer-hi pisos, gràcies a la campanya de salvació d'edificis i espais verda portada a terme per l'Assemblea Democràtica de Gelida i d'altres persones sensibilitzades per l'art.
A principis dels anys 1990 s'hi va ubicar provisionalment l'institut de secundària fins a la inauguració de l'Institut Gelida l'any 2004.
El 15 d'octubre de 2013 l'Ajuntament va aprovar en el ple ordinari l'expedient de contracció de les obres de rehabilitació de l'edifici, que acollirà l'Escola de Música Municipal.